# Jack A. Marta

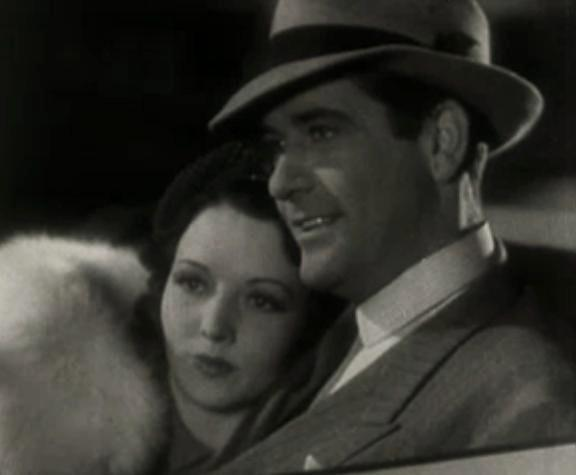
Prise de vue pour Paradise Express (1937)
Dorothy Appleby et Grant Withers

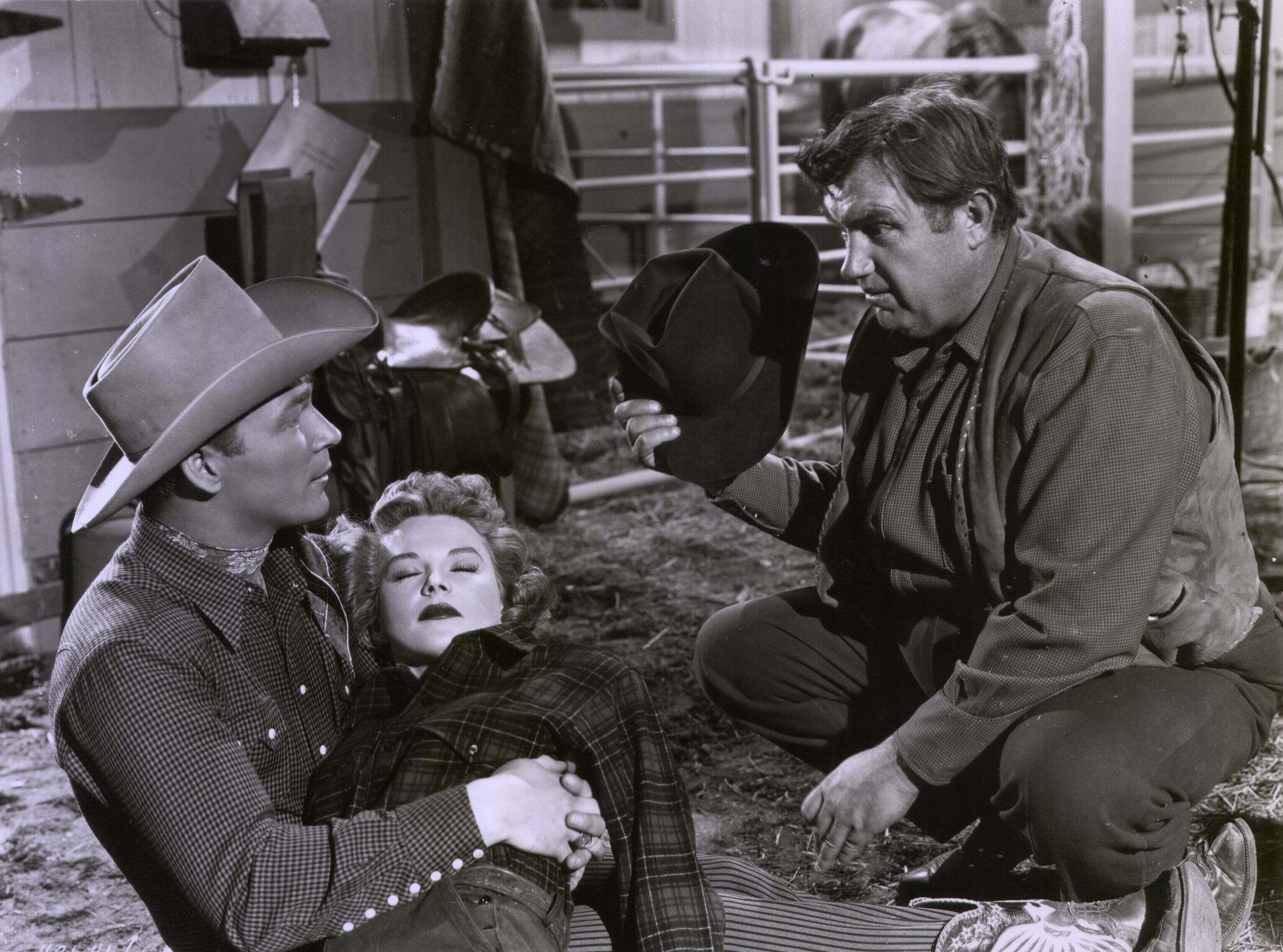
Prise de vue pour Under California Stars (1948)
De g. à d. : Roy Rogers, Jane Frazee et Andy Devine

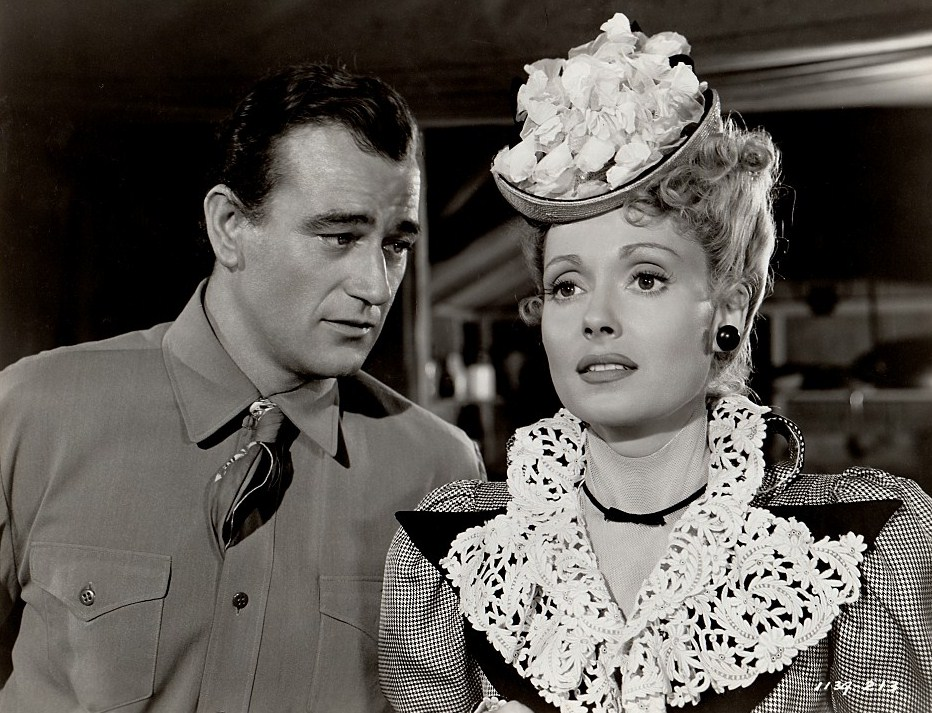
John Wayne et Martha Scott dans La Ruée sanglante (In Old Oklahoma) d'Albert S. Rogell (1943)

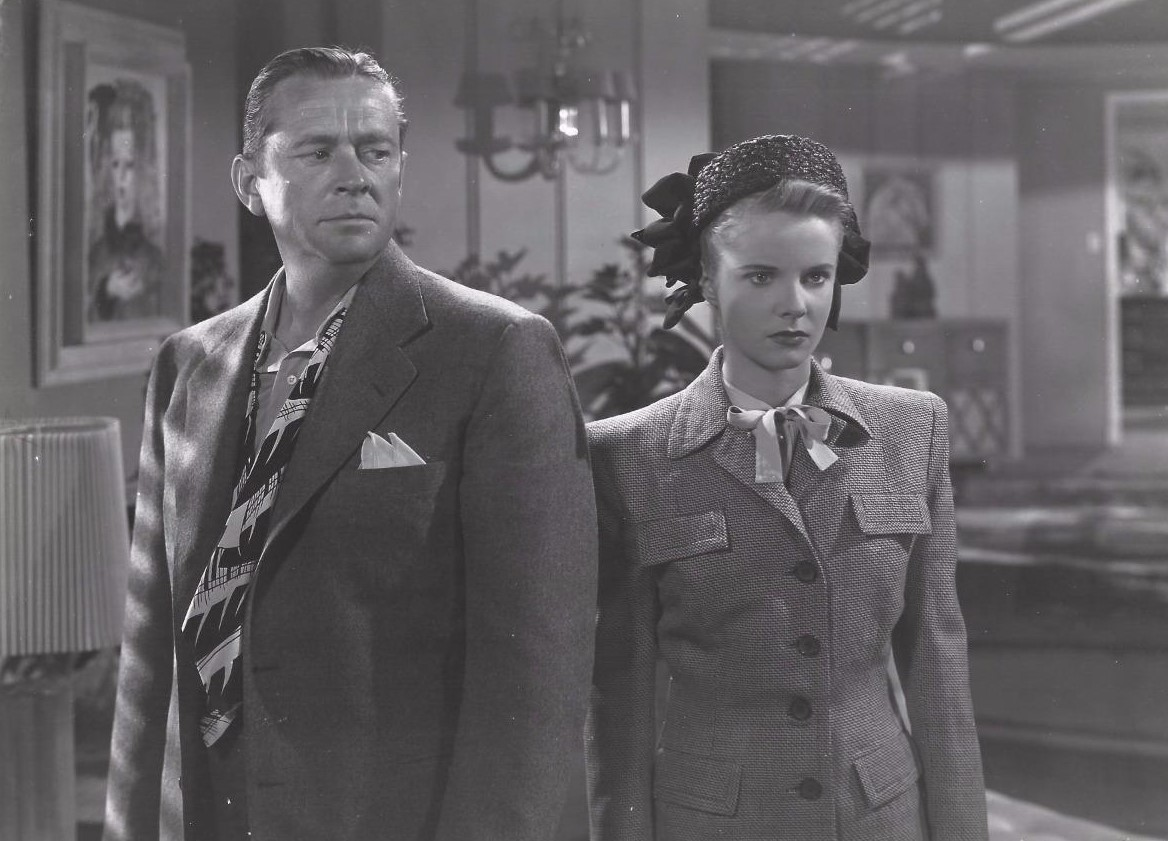
James Dunn et Mona Freeman dans Une fille perdue (That Brennan Girl) d'Alfred Santell (1946)

John 'Jack' A. Marta (parfois crédité Jack Marta ou John Marta), ASC, né le 5 mars 1903 à Laurin (Montana), mort le 26 juin 1991 à Sheridan (Montana), est un directeur de la photographie américain.

## Biographie
Au cinéma, Jack A. Marta débute comme premier assistant opérateur sur Les Amours de Carmen, version muette de Raoul Walsh, sortie en 1927 (avec Dolores del Río, Don Alvarado et Victor McLaglen). Son film suivant, également réalisé par Raoul Walsh, est The Red Dance (1928, avec Charles Farrell et Dolores del Río), où il devient chef opérateur. 
À partir de 1935 et jusqu'en 1977, il dirige les prises de vues d'environ deux-cents films américains, majoritairement des westerns. Ainsi, il photographie notamment deux acteurs emblématiques du genre, John Wayne (ex. : La Ruée sanglante d'Albert S. Rogell, en 1943, avec également Martha Scott et Albert Dekker) et Roy Rogers (ex. : Under California Stars (en) de William Witney, en 1948, avec aussi Andy Devine). Et il assiste des réalisateurs prolifiques dans le même genre (outre William Witney déjà nommé), comme George Sherman (ex. : Les Cavaliers de la nuit (The Night Riders) en 1939, avec John Wayne et Ray Corrigan), Allan Dwan (ex. : La Femme aux revolvers en 1952, avec Jane Russell et George Brent), ou encore Joseph Kane (ex. : La Horde sauvage en 1956, avec Barbara Stanwyck et Barry Sullivan), entre autres. Notons ici qu'il retrouve ensemble Raoul Walsh, John Wayne et Roy Rogers, sur L'Escadron noir (1940, avec également Claire Trevor et Walter Pidgeon). Mentionnons encore Cat Ballou d'Elliot Silverstein (1965, avec Jane Fonda et Lee Marvin), un de ses derniers films. 
Outre le western, il collabore à d'autres genres, tels le drame (ex. : ses deux premiers films pré-cités), la comédie (ex. : Un homme a disparu de Michael Curtiz, en 1937, avec Errol Flynn et Joan Blondell), ou bien la science-fiction (ex. : Beginning of the End de Bert I. Gordon, en 1957, avec Peter Graves).
À la télévision, Jack A. Marta est directeur de la photographie sur neuf séries, entre 1960 et 1980 ; la première est Route 66 (vingt-et-un épisodes, de 1960 à 1963) ; la dernière, après laquelle il se retire, est Hawaï police d'État (treize épisodes, en 1979-1980). En outre, de 1969 à 1973, il contribue à treize téléfilms, le plus connu étant sans doute Duel (1971) de Steven Spielberg.   

## Filmographie partielle

### Au cinéma

#### Comme directeur de la photographie
- 1926 : Au service de la gloire (What Price Glory) de Raoul Walsh
- 1927 : The Loves of Carmen de Raoul Walsh (premier assistant opérateur)
- 1928 : La Danse rouge  (The Red Dance) de Raoul Walsh
- 1935 : Waterfront Lady (en) de Joseph Santley (cadreur)
- 1935 : Behind the Green Lights (en) de Christy Cabanne
- 1935 : Streamline Express de Leonard Fields
- 1935 : L'Île des rayons de la mort (The Fighting Marines) de B. Reeves Eason et Joseph Kane
- 1935 : Confidential d'Edward L. Cahn
- 1935 : 1,000 Dollars a Minute d'Aubrey Scotto
- 1935 : Harmony Lane (en) de Joseph Santley
- 1936 : Hearts in Bondage (en) de Lew Ayres
- 1936 : The Mandarin Mystery de Ralph Staub
- 1936 : La Rivière écarlate (King of the Pecos) de Joseph Kane
- 1936 : The Gentleman from Louisiana d'Irving Pichel
- 1936 : Bulldog Edition de Charles Lamont
- 1936 : Dancing Feet de Joseph Santley
- 1936 : The Bold Caballero de Wells Root
- 1936 : The Leathernecks have Landed d'Howard Bretherton
- 1936 : La Maison aux mille bougies (The House of a Thousand Candles) d'Arthur Lubin
- 1937 : Larceny on the Air (en) d'Irving Pichel
- 1937 : Hit the Saddle de Mack V. Wright
- 1937 : Rusty, le vantard (Navy Blues) de Ralph Staub
- 1937 : Circus Girl de John H. Auer
- 1937 : Jim Hanvey, Detective de Phil Rosen
- 1937 : Range Defenders (en) de Mack V. Wright
- 1937 : Un homme a disparu (The Perfect Specimen) de Michael Curtiz
- 1937 : Manhattan Merry-Go-Round de Charles Reisner
- 1937 : Paradise Express de Joseph Kane
- 1938 : Crépuscule (Under Western Stars) de Joseph Kane
- 1938 : Rhythm of the Saddle (en) de George Sherman
- 1938 : King of the Newsboys (en) de Bernard Vorhaus
- 1938 : Outside of Paradise de John H. Auer
- 1938 : The Higgins Family de Gus Meins
- 1938 : The Night Hawk de Sidney Salkow
- 1939 : Les Cavaliers de la nuit (The Night Riders) de George Sherman
- 1939 : Rough Riders' Round-up de Joseph Kane
- 1939 : Pride of the Navy de Charles Lamont
- 1939 : Fighting Thoroughbreds (en) de Sidney Salkow
- 1939 : Blue Montana Skies (en) de William Reeves Easton
- 1939 : My Wife's Relatives de Gus Meins
- 1939 : Mickey the Kid (en) d'Arthur Lubin
- 1940 : L'Escadron noir (Dark Command) de Raoul Walsh
- 1940 : Hit Parade of 1941 de John H. Auer
- 1940 : Behind the News de Joseph Santley
- 1940 : Women in War de John H. Auer
- 1940 : Rocky Mountain Rangers de George Sherman
- 1940 : The Border Legion de Joseph Kane
- 1941 : La Fille du péché (Lady from Louisiana) de Bernard Vorhaus
- 1941 : Suicide ou Crime (A Man Betrayed) de John H. Auer
- 1941 : Robin Hood of the Pecos (en) de Joseph Kane
- 1941 : Petticoat Politics d'Erle C. Kenton
- 1941 : Mountain Moonlight de Nick Grinde
- 1941 : Ice-Capades de Joseph Santley
- 1941 : Sierra Sue (en) de William Morgan
- 1941 : A Missouri Outlaw de George Sherman
- 1942 : Les Tigres volants (Flying Tigers) de David Miller
- 1942 : Sleepytime Gal d'Albert S. Rogell
- 1942 : Sacramento (In Old California) de William C. McGann
- 1942 : X Marks the Spot de George Sherman
- 1942 : London Blackout Murders de George Sherman
- 1943 : Hit Parade of 1943 d'Albert S. Rogell
- 1943 : Whispering Footsteps (en) d'Howard Bretherton
- 1943 : La Ruée sanglante (In Old Oklahoma) d'Albert S. Rogell
- 1943 : Fille d'artistes (Nobody's Darling) d'Anthony Mann
- 1943 : Bordertown Gun Fighters (en) d'Howard Bretherton
- 1943 : La Dame aux cheveux blancs (Someone to Remember) de Robert Siodmak
- 1943 : The West Side Kid de George Sherman
- 1944 : Song of Nevada de Joseph Kane
- 1944 : My Best Gal d'Anthony Mann
- 1944 : Brazil de Joseph Santley
- 1944 : Man from Frisco de Robert Florey
- 1944 : The Port of 40 Thieves (en) de John English
- 1945 : La Femme du pionnier (Dakota) de Joseph Kane
- 1945 : Earl Carroll Vanities de Joseph Santley
- 1945 : An Angel comes to Brooklyn de Leslie Goodwins
- 1946 : Meurtre au music-hall (Murder in the Music Hall) de John English
- 1946 : Une fille perdue (That Brennan Girl) d'Alfred Santell
- 1947 : Bells of San Angelo de William Witney
- 1948 : Les Pillards (The Plunderers) de Joseph Kane
- 1948 : Under California Stars de William Witney
- 1949 : Hellfire de R. G. Springsteen
- 1949 : The Kid from Cleveland d'Herbert Kline
- 1949 : Le Cavalier fantôme (Brimstone) de Joseph Kane
- 1949 : Le Dernier Bandit (The Last Bandit) de Joseph Kane
- 1950 : Belle of Old Mexico de R. G. Springsteen
- 1950 : Mississippi-Express (Rock Island Trail) de Joseph Kane
- 1950 : North of the Great Divide de William Witney
- 1951 : La Revanche des sioux (Oh ! Susanna) de Joseph Kane
- 1951 : Honeychile de R. G. Springsteen
- 1951 : South of Caliente de William Witney
- 1952 : La Femme aux revolvers (Montana Belle) d'Allan Dwan
- 1952 : Capturez cet homme ! (Ride the Man Down) de Joseph Kane
- 1953 : Cargo de femmes (A Perilous Journey) de R. G. Springsteen
- 1953 : Toutes voiles sur Java (Fair Wind to Java) de Joseph Kane
- 1954 : Terreur à Shanghaï (The Shanghai Story) de Frank Lloyd
- 1954 : La Grande Caravane (Jubilee Trail) de Joseph Kane
- 1954 : Le Carrefour de l'enfer (Hell's Outpost) de Joseph Kane
- 1955 : Quand le clairon sonnera (The Last Command) de Frank Lloyd
- 1955 : La Loi du plus fort (Timberjack) de Joseph Kane
- 1956 : L'Homme de Lisbonne (Lisbon) de Ray Milland
- 1956 : Celui qu'on n'attendait plus (Come Next Spring) de R. G. Springsteen
- 1956 : La Horde sauvage (The Maverick Queen) de Joseph Kane
- 1957 : Le Début de la fin (film) (Beginning of the End) de Bert I. Gordon
- 1957 : Taming Sutton's Gal de Lesley Selander
- 1957 : Bagarre à Apache Wells (Duel at Apache Wells) de Joseph Kane
- 1957 : Panama Sal de William Witney
- 1958 : Earth vs. the Spider de Bert I. Gordon
- 1958 : Girl in the Woods de Tom Gries
- 1958 : Le Retour de l'homme colosse (War of the Colossal Beast) de Bert I. Gordon
- 1961 : Angel Baby (en) de Paul Wendkos
- 1965 : Cat Ballou d'Elliot Silverstein
- 1971 : Plaza Suite de Arthur Hiller
- 1973 : Justice sauvage (Walking Tall) de Phil Karlson
- 1975 : La trahison se paie cash (en) (Framed) de Phil Karlson
- 1975 : El Pistolero (The Master Gunfighter) de Tom Laughlin

### À la télévision

#### Séries (sélection)
- 1960-1963 : Route 66, saisons 1 à 3, vingt-et-un épisodes
- 1966 : Batman, saison 1, sept épisodes
- 1966 : Les Rats du désert (The Rat Patrol), saison 1, épisode 1 The Chase of Fire Raid de Tom Gries
- 1966 : Le Frelon vert (The Green Hornet), saison unique, épisode 2 Laissez-leur assez de corde (Give 'Em Enough Rope) de Seymour Robbie, épisode 3 Programmé pour tuer (Programmed for Death), épisode 4 Le diable se démasque (Crime Wave) de Larry Peerce, et épisode 5 Double Meurtre (The Frog is a Deadly Weapon) de Leslie H. Martinson
- 1979-1980 : Hawaï police d'État (Hawaii Five-O), saison 12, treize épisodes

#### Téléfilms (intégrale)
- 1969 : Any Second Now de Gene Levitt
- 1969 : Silent Night, Lonely Night de Daniel Petrie
- 1970 : The Challengers de Leslie H. Martinson
- 1970 : Dial Hot Line (en) de Jerry Thorpe
- 1971 : The City de Daniel Petrie
- 1971 : Duel de Steven Spielberg
- 1971 : Deadly Dream d'Alf Kjellin
- 1971 : Company of Killers de Jerry Thorpe
- 1971 : Les Hurlements de la forêt (A Howling in the Woods) de Daniel Petrie
- 1971 : How to steel an Airplane de Leslie H. Martinson
- 1972 : You'll like my Mother de Lamont Johnson
- 1973 : Chase de Jack Webb
- 1973 : Partners in Crime de Jack Smight